# Ophiorrhiza nairii
Ophiorrhiza nairii là một loài thực vật có hoa trong họ Thiến thảo. Loài này được Ramam. & Rajan mô tả khoa học đầu tiên năm 1985.